# 川中島古戦場史跡公園
川中島古戦場史跡公園（かわなかじまこせんじょうしせきこうえん）は、長野市更北地区にある長野市緑地公園課の管理下にある総合公園（都市公園）。特定非営利活動法人長野市環境緑化協力会が指定管理者として運営している。川中島古戦場とも呼ばれている。

## 概要
第4次川中島の戦いの際に武田信玄が本陣を置いたとされる場所である。妻女山を下り雨宮の渡しを秘かに越えた上杉勢の中から単騎乗り込んで来て武田信玄に切りつけた武者について、後に武田陣営で上杉謙信ではなかったかと噂になり、ついには両将一騎討ちの伝説を生んだ地でもある。
しかし両軍激突の最前線は、この地から2、3km西方とされ、オリンピック記念スタジアム（南長野運動公園）付近で武田方の武将山本勘助が討死したと伝説されている（墓はこの公園の東側を流れる千曲川の対岸河川敷にある）し、そこからさらに西に国道を挟んで「合戦場」の地名が残っているなど、そちらの一帯が激戦地であったことを物語る。
この史跡公園内には武田軍が、この前で討ち取った敵将兵の首実検を行い、勝鬨を上げたとされる八幡社境内がある。また敵将兵の首を葬ったと伝えられる首塚も2基存在し、公園外だが近くにも首塚と伝えられるもう1基（一本杉の塚山）が西側のりんご畑の中にある。
八幡神社と境内にある首塚や離れて田畑の中にあった首塚（現在は公園南隅の駐車場脇に位置する）2基と、大正時代に建碑された「三太刀七太刀跡」の石碑の地はNHK大河ドラマ「天と地と」放映前後から広く一帯が整備公園化され、長野市立博物館も建設された。境内には両将一騎討ちの銅像が設置された。三太刀七太刀跡の石碑も約50mほど東にあった従前の場所（博物館前の池の対岸にあるあずまや付近と伝えられている）から神社境内へと移設されて今日に至った。
現在は長野インターチェンジから善光寺に至る道沿いに位置し、長野と松代の二つの観光地を結ぶ定期バス路線上で交通の便も良い。このこともあって来訪者は多く、神社参道には土産物店が並ぶ観光名所となっている。地元有志らが「川中島の戦い語り部の会」を結成していてボランティアでのガイドが得られる。
かつては田畑であった広い公園内は植樹されたり芝生が張られて、小川の注ぐ池や築山、あずまや、野外ステージなどもあって市民憩いの地ともなっている。
10月上旬の土曜日には祭りが開かれ屋台が並び、夜は花火大会が行われる。

## 歴史
- 1969年（昭和44年） - 八幡社境内に一騎討ち銅像が寄進される
- 1972年（昭和47年） - 八幡社地を核にして公園を造成
- 1981年（昭和56年）9月23日 - 長野市立博物館開館
- 1990年（平成2年） - 佐久間象山の銅像が寄贈される
- 2006年（平成18年）4月1日 - 長野市環境緑化協力会が指定管理者となる
- 2017年 （平成29年）7月1日 - 名称が「川中島古戦場史跡公園」に変更される[1]
- 2021年 （令和3年）12月 - 佐久間象山像が松代小学校に移設される

## 主な施設
- 八幡社
- 長野市立博物館
- 野外ステージ
- 公衆トイレ（霧の川中島）
- 駐車場

## 周辺
- 長野インターチェンジ
- 典厩寺（武田信繁の墓）
- 山本勘助の墓
- 両角豊後守の墓
- 桑山茂見の墓
- 十王堂
- 胴合橋
- 一本杉の塚山
- 千曲川
- 川中島

## アクセス
- JR・長野電鉄 長野駅 または 長野電鉄 松代駅からアルピコ交通バス 30系統「川中島古戦場」バス停下車
- 新宿駅から長野 - 新宿線に乗車し「川中島古戦場」バス停下車
- 上信越自動車道 長野ICから車で3分